# 81 (numero)
Ottantuno (cf. latino octoginta unus, greco εἷς καὶ ὀγδοήκοντα) è il numero naturale dopo l'80 e prima dell'82.

## Proprietà matematiche
- È un numero dispari.
- È un numero composto, con cinque divisori: 1, 3, 9, 27 e 81. Poiché la somma dei divisori escluso il numero stesso è 40 ed è minore di 81, il numero viene detto difettivo.
- È il quadrato di 9 (e quindi è un quadrato perfetto) e la quarta potenza di 3.
- È un numero perfetto totiente.
- È un numero ettagonale.
- È un numero potente.
- È un numero di Harshad.
- È un termine della successione di Mian-Chowla.
- È parte delle terne pitagoriche (81, 108, 135), (81, 360, 369), (81, 1092, 1095), (81, 3280, 3281).
- È un numero palindromo nel sistema di numerazione posizionale a base 8 (121).

## Astronomia
- 81P/Wild è una cometa periodica del sistema solare.
- 81 Terpsichore è un asteroide della fascia principale del sistema solare.
- NGC 81 è una galassia della costellazione di Andromeda.

## Astronautica
- Cosmos 81 è un satellite artificiale russo.

## Chimica
- È il numero atomico del Tallio (Tl).

## Simbologia

### Smorfia
- Nella smorfia il numero 81 è "I fiori".